# Occidryas caverna
Occidryas caverna är en fjärilsart som beskrevs av Gunder 1934. Occidryas caverna ingår i släktet Occidryas och familjen praktfjärilar. Inga underarter finns listade i Catalogue of Life.